# Ignacio Arce
Ignacio Mauricio Jesús Arce (ur. 8 lutego 1992 w Paranie) – argentyński piłkarz występujący na pozycji bramkarza, od 2023 roku zawodnik Deportivo Riestra.